# Каска Адріана M1915

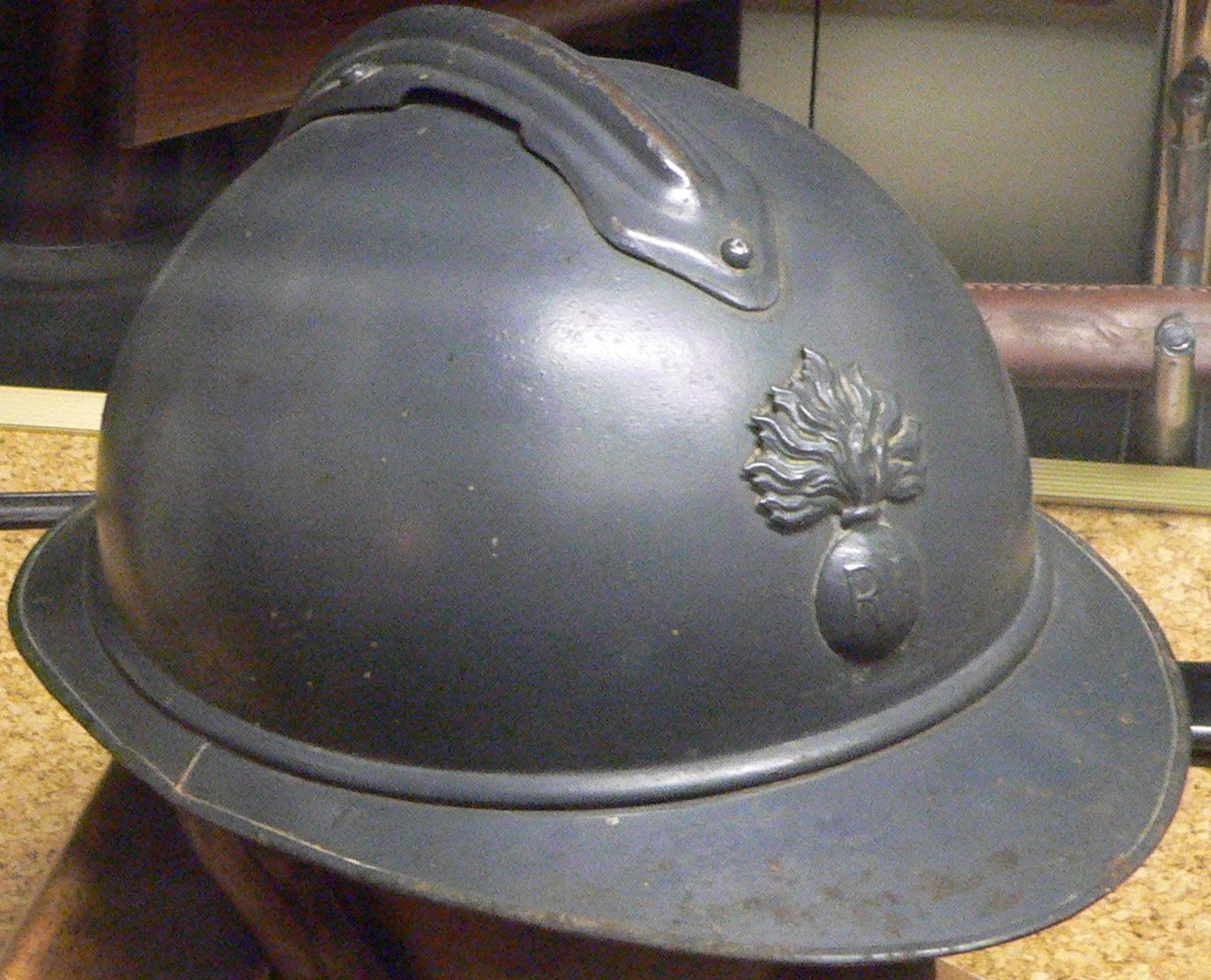
Каска Адріана M1915

Каска Адріана M1915 (також шолом Адріана або «адріанка») — французький військовий шолом, розроблений генералом армії Огюстом Луї Адріаном. Перебував на озброєнні армій низки країн, починаючи з Першої світової війни. Спочатку використовувався тільки піхотою. Пізніше модифіковані версії застосовувалися також в кавалерії і танкових військах.

## Зовнішній вигляд та характеристики
Шолом складався з чотирьох частин: півсферичний звід шолома, передній і задній козирки (обидва з гострими краями) та гребінь, що прикриває вентиляційний отвір і підсилює захисні властивості шолома. Виготовлявся шолом зі сталевого листа товщиною 0,7 мм, загальною вагою 700–800 г, що варіюється в залежності від розміру, яких загалом було три. Кожний підшоломник складався з 6-7 скріплених вгорі частин. Ремінь під бороду, шириною 0,5 см, виготовлявся з кінської шкіри.
Всупереч поширеній думці, шолом M15 не передбачав захист солдата від прямого попадання куль кулемета або гвинтівки.

## Використання в арміях інших країн

### Бельгія
У 1915 році бельгійський уряд замовив велику кількість касок Адріана. Відмінності бельгійської каски від французької були мінімальні: бельгійська каска так само виготовлялася зі сталі товщиною 0,7 мм. Раковина шолома складалася з чотирьох частин з характерним гребенем у верхній частині. Вага шолома становила 700 грам, підшоломник виготовлявся зі шкіри. У фронтальній частині шолома розташовувалася емблема розміром 6,5 сантиметрів, що зображала голову лева. Характерно, що на відміну від французів, які мали емблеми на касках для кожного роду військ, бельгійці мали лева на шоломах для всіх родів військ. Ремінь під бороду виготовлявся зі шкіри та кріпився до шолома прямокутними кільцями, довжина ременя регулювалася невеликою простою квадратною пряжкою.
Базовий колір шолома був каштановий, пізніше шолом фарбували в хакі. Крім того, для маскування іноді використовувалися регламентні чохли кольору хакі.

### Італія
В 1915 італійський уряд розмістив у Франції замовлення на виготовлення 1 800 000 одиниць касок Адріана моделі 1915 року (фактично було поставлено 1 600 000 одиниць). Перші партії надійшли з Франції на передові позиції італійської армії в кінці 1915. Вони були пофарбовані в традиційний синій колір і мали спереду французьку емблему з літерами RF. Надалі шоломи, призначені для італійської армії, забарвлювалися в сіро-зелений колір темного відтінку і не мали жодної накладної фронтальної емблеми.

### Китай
Після проголошення в 1912 році в Китаї республіки в китайській армії було випробувано багато варіантів різних сталевих шоломів. Перший шолом, який використовувався китайською армією — була французька каска Адріана. Після прийняття Францією в 1926 році нової моделі шолома велика кількість шоломів моделі 1915 стала доступною на ринку. Китайський уряд ухвалив рішення закупити деяку кількість, і незабаром французькі шоломи з оригінальною фарбою і китайською емблемою стали використовуватися в китайській армії. Китайці замінювали зношені підшоломники новими тканинними, які, однак, мали низьку якість виробництва. На початку тридцятих років в Китаї налагодили виробництво касок Адріана, які поєднували в собі риси каски М15 і М26. Ця модель отримала назву М 15/26.

### Російська імперія та СРСР

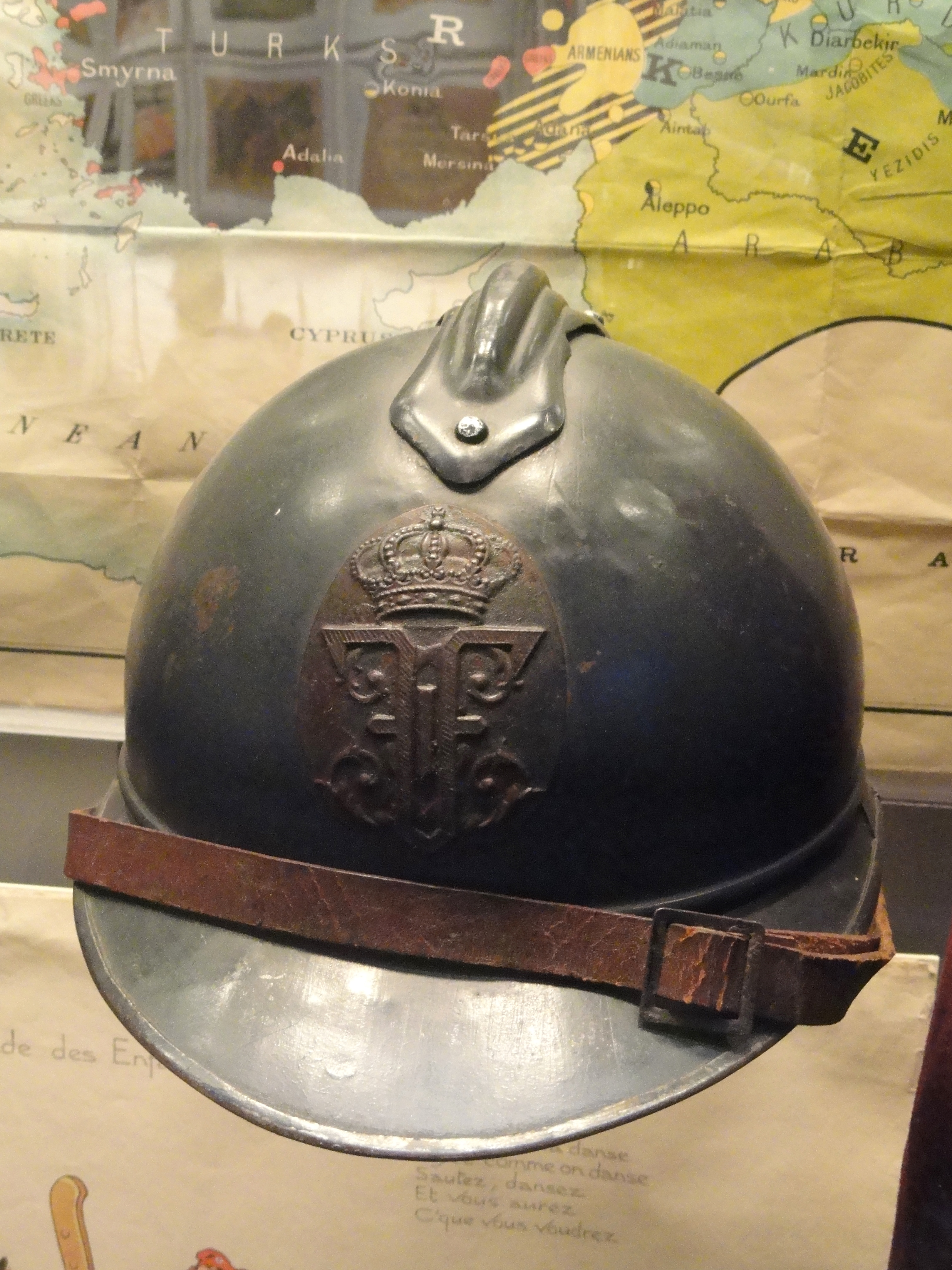
Румунська каска Адріана M1915

Вперше сталевий шолом у масовому використанні з'явився в квітні 1916 року на озброєнні російський бригад на західному фронті. Єдиною відмінністю касок була наявність спереду емблеми із зображенням герба Російської імперії.
У середині 1916 Петербург розмістив замовлення на виготовлення 2 000 000 касок Адріана, але тільки 340 000 одиниць були доставлені в Росію до кінця 1916 року. У Росії ці шоломи були відомі як М 1916.
Каски, що поставлялися до Росії, мали тільки дві відмінності від французьких аналогів — фронтальна емблема і колір, в який офарблювалися шоломи — світла охра. Вага шолома, а так само підшоломник і підборіддя ремінь були такі ж, як у касок, що поставлялися для французької армії.
У період революції каски Адріана в обмежених кількостях продовжували використовуватися різними сторонами конфлікту. Зокрема касками Адріана були екіпіровані солдати армії генерала Корнілова. У деяких загонах Білої армії фронтальна емблема із зображенням орла замінялася кокардою.
Після закінчення Громадянської війни Червона армія потребувала багато екіпірування, в тому числі і сталевих шоломів. Тому у 1924 році існуючі запаси французьких шоломів були відреставровані і передані у війська. Шоломи були пофарбовані в колір хакі, а зображення орла було замінено великою бляшаною зіркою.
Каски Адріана в Червоній армії використовувалися до 1939 року.

### Румунія
У 1917 році румунський уряд замовив у Франції 200000 касок Адріана моделі 1915 року, однак замовлення було виконано менш ніж на половину, Франція змогла здійснити поставку тільки 90 тисяч шоломів.

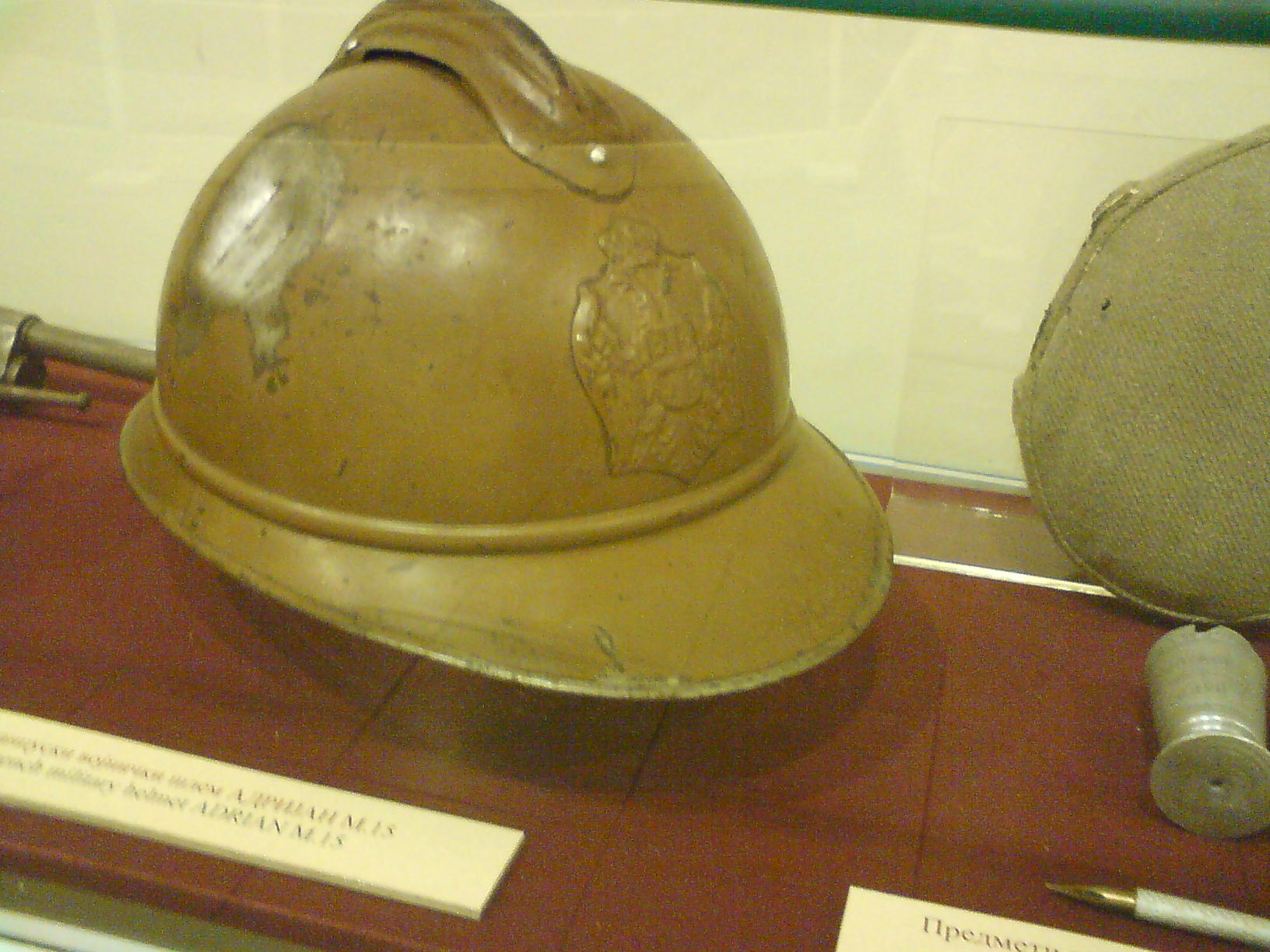
Сербська каска Адріана M1915

Каски Адріана, поставлені в Румунію, були пофарбовані в регламентний синій колір, проте їх відрізняла наявність оригінальної фронтальної емблеми овальної форми з вензелем короля Фердинанда I — дзеркально відображена літера «F» увінчана короною. З 1923 року, коли в румунській армії була введена форма кольору хакі, каски Адріана так само стали перефарбовуватися в захисний колір.

### Сербія
Протягом першої половини XX століття в сербській армії, як і в більшості армій Європи того часу була прийнята французька модель каски Адріана зразка 1915 року. Відмінною рисою сербської каски Адріана була емблема, розташована у фронтальній частині шолома, яка зображала герб Сербії. Шолом виготовлявся зі сталі, але був досить легким, його вага становила приблизно 800 грам. Забарвлювався шолом в сіро-зелений колір.
Такий шолом використовувався в сербській армії з кінця Першої світової війни, сербськими добровольцями під час громадянської війни в Іспанії і в обмежених кількостях під час Другої світової війни.